# Kasteel de Woesten
Kasteel de Woesten is een kasteel in de tot de West-Vlaamse gemeente Oostkamp behorende plaats Waardamme, gelegen aan Woestendreef 8.

## Geschiedenis
In 1665 was al sprake van een hofstede De Woesten en in de 18e eeuw was er sprake van 't Leen te Woestyne. De hofstede lag iets ten noorden van het huidige kasteel.
De familie Mortier werd eigenaar van de gronden en in 1871 liet Napoleon Mortier een ten zuiden van de hoeve een kasteel bouwen, het betrof een herenhuis in cottagestijl. In 1895 kwam het goed aan de gebroeders Arthur en Gustaaf Pecsteen-Peers. Na de Tweede Wereldoorlog was het kasteel zeer vervallen. Het werd gekocht door de familie Mahieu-De Witte. In 1950 werd in opdracht van architect en kunstschilder André Mahieu een nieuw kasteel gebouwd. Hierbij zou gebruik gemaakt zijn van materiaal van gesloopte Brusselse huizen.

## Gebouw
Het bakstenen kasteen is gebouwd in Vlaamse neorenaissancestijl en bestaat uit twee achter elkaar gelegen gebouwen. Rechts van het hoofdgebouw is een zeshoekige toren. Enkele restanten van het kasteeltje van 1871 bleven bewaard.

## Domein
Ten noordwesten van het kasteel ligt een ommuurd deel met bijgebouwen, een vijver en een moestuin. Het kasteel is gelegen in voormalig bosgebied, wat in de 2e helft van de 19e eeuw werd omgevormd tot een park. Aan de westzijde is een heuvel met grot en ijskelder.
Over het domein stroomt de Poverbeek.